# Acianthera magalhanesii
Acianthera magalhanesii és una espècie d'orquídia originària de Minas Gerais i Bahia, Brasil. Pertany a la secció Sicaria.

## Descripció
Es caracteritza per un creixement cespitós amb tiges secundàries, també anomenat ramicaules, amb la secció superior triangular, més ampla a la base que en la fulla, inflorescència subsèssil amb poques o moltes flors, segments florals sovint gruixuts, o lleugerament pubescents o papulosos en un grup de més plantes fibroses i resistent, amb ramicaule canaliculat sense ales o amb ales estretes, que s'assembla a una fulla addicional. Aquesta espècie és similar a Acianthera oligantha però molt més petita amb flors més petites i tot el làbium, groc, estès en la part intermèdia.